# The Blob (película de 1988)
The Blob (Titulada El Terror No Tiene Forma en España y La Mancha Voraz en Hispanoamérica) es una película de terror de 1988 distribuida por Tristar Pictures. Es un remake del film de 1958 The Blob, protagonizado por Kevin Dillon. Dirigida por Chuck Russell con un guion de Frank Darabont. Dura 95 minutos y se clasifica como R. El rodaje fue en Abbeville, Luisiana. La filmación estuvo a cargo de Mark Irwin. Tuvo un presupuesto estimado de $9 000 000 y un ingreso bruto de $8 247 943 (en Estados Unidos).

## Argumento
Arborville (California) es un pequeño pueblo que se sustenta gracias al turismo de invierno pero, aunque la temporada ya ha comenzado, las altas temperaturas no se han retirado. Tras acabar el campeonato de fútbol americano escolar, el futbolista Paul Taylor se arma de valor e invita a una cita a Meg Penny, líder de las animadoras y la chica más popular del instituto; por otro lado el rebelde Brian Flagg avería su motocicleta en el bosque intentando saltar un puente roto.
De regreso al pueblo, Brian acepta ayudar a Moss, el mecánico del pueblo, reparando los camiones de hacer nieve a cambio de que le preste herramientas con las que esa noche regresa al bosque para reparar su motocicleta. Al mismo tiempo, Paul y Meg salen en una cita mientras Kevin, su hermano menor, engaña a su madre para ir a ver una película de terror al cine junto a su amigo Eddie, aprovechando que el hermano de este es acomodador y los dejará entrar gratis a pesar de ser un film para adultos.
Cuando en el bosque se estrella un meteorito, un anciano vagabundo descubre el agujero y ve que de la roca sale un fluido gelatinoso que se aferra a su mano, comenzando a corroerla y devorarla. Brian encuentra al anciano corriendo enloquecido mientras intenta cortar su muñeca para salvarse por lo que lo sigue para intentar ayudarlo, encontrándose con Meg y Paul, quienes los llevan hasta el hospital local. Después que Brian se va, la sustancia termina de devorar al anciano, con lo cual crece hasta el tamaño de una persona; Paul y el doctor después son consumidos ante los ojos de Meg; posteriormente huye del hospital y entra en el sistema de alcantarillado.
La policía no cree el testimonio de Meg, razonando que son los delirios de una chica traumatizada y deciden que si Brian está involucrado, lo más seguro es que sea el asesino, procediendo a arrestarlo; sin embargo, al carecer de pruebas, deben liberarlo. Esa noche se reencuentra con Meg en la cafetería local donde ella le habla de la sustancia. Él se muestra incrédulo hasta que ve que la cosa succiona a un empleado del restaurante por la tubería del lavaplatos y nuevamente crece. Ambos son perseguidos hasta el congelador del local, pero la masa retrocede por algún motivo al tocar el hielo de las paredes. Luego de comerse a la dueña del restaurante y al comisario, el organismo entra de nuevo en las alcantarillas. El reverendo Meeker entra en el restaurante después que todos se van y encuentra restos de la criatura solidificados en la escarcha del congelador, que recoge y guarda en un frasco.
Meg y Brian van hasta la comisaría, donde se encuentran con el oficial Briggs, quien les pregunta por el lugar donde cayó el meteorito. Una vez allí, descubren una operación militar dirigida por el Doctor Meddows, un científico del gobierno, quien les explica que se especializa en contactos con formas de vida alienígenas y al enterarse de la caída del meteorito llevó a su equipo esperando lo que podría ser un primer contacto con una forma de vida del espacio. Meddows ordena que el pueblo entre en cuarentena y que ambos chicos vuelvan, pero cuando Brian sospecha de los uniformados y se niega a cooperar, son apresados y llevados a la fuerza en un furgón. Mientras el vehículo viaja por la carretera, Brian discute con Meg, quien piensa que los militares los ayudarán, así que el muchacho decide saltar del vehículo, ir por su motocicleta y huir del pueblo, lo que decepciona a la chica al ver que solo vela por sus intereses.
Meg es llevada al pueblo, donde se entera de que su hermano menor está perdido, así que sale en su busca encontrándolo en el cine junto a su amigo Eddie. Enseguida el lugar es atacado por el monstruo y los espectadores son devorados, Meg logra rescatar a los niños del ataque de la masa y escapa con ellos por el desagüe.
Luego de recuperar su moto, Brian ve cómo retiran el meteorito descubriendo que no es tal cosa, sino un satélite militar norteamericano; también escucha al Dr. Meddows decir que la entidad es un arma biológica experimental, un virus que fue puesto en órbita, donde mutó en una masa depredadora que ocasionó la caída del satélite que lo contenía. También se entera de que Meg y los chicos están en las alcantarillas, pero no serán rescatados sino usados como carnada para atraer al monstruo y que Meddows lo atrape, ya que este es su verdadero objetivo, ordenando que los habitantes sean considerados sacrificables. Brian mete su motocicleta en el sistema de alcantarillas para huir de los militares y salvar a la joven mientras Meg y los niños huyen desesperados del monstruo, pero Eddie es atrapado y devorado. Meg logra hacer llegar a su hermano a la superficie a través de una rejilla y queda a merced del monstruo pero es salvada por Brian.
La mayoría de los soldados enviados por Meddows son masacrados por la masa y los pocos sobrevivientes son abandonados a su suerte junto a los dos muchachos, pero Brian abre una salida a la superficie usando el lanzacohetes de un soldado y encara al científico frente a todos los habitantes, desenmascarando el verdadero origen de la criatura. Meddows intenta matar a Brian, pero aparece la Masa y lo devora. El resto de los soldados arroja explosivos en las alcantarillas, que detonan con gran potencia que la multitud festeja, pero esto no hace más que enfadar a la criatura que sale a la superficie y comienza a devorar a la gente. El reverendo Meeker enloquece con la masacre y comienza a anunciar que se trata del profetizado fin del mundo, pero cuando la masa se defiende al ser atacada por los soldados con un lanzallamas el pastor sufre graves quemaduras en todo su cuerpo siendo salvado por Meg con un extintor; en el proceso la masa demuestra rechazo al chorro del aparato y la muchacha deduce que no entró en el congelador porque no soporta el frío.
Los sobrevivientes se atrincheran en el ayuntamiento poniendo barricadas y disparándole con extintores, pero es una batalla perdida ya que el monstruo ha alcanzado un tamaño superior al del edificio. Brian se dirige al garaje de Moss de donde se lleva un cañón de nieve y un camión cisterna con nitrógeno líquido con los que ataca al monstruo hasta que este vuelca el camión. Después de ayudar a Brian, Meg recoge un paquete de explosivos de los soldados muertos y detona la cisterna cubriendo la Masa con el nitrógeno líquido, lo que la convierte en miles de trozos congelados que los habitantes deciden encerrar en el frigorífico del pueblo.
Tiempo después el reverendo Meeker, ahora alcohólico y desfigurado por las quemaduras, da un sermón sobre el fin del mundo, tema con el que se ha obsesionado. Cuando una feligresa lo visita y le pregunta cuándo sucederá, el predicador contesta: "Pronto, hija... pronto... El Señor me dará una señal", mostrando el frasco donde tiene encerrado el trozo diminuto de la Masa, que ahora está descongelado y vivo.

## Reparto
- Kevin Dillon como Brian Flagg.
- Shawnee Smith como Meg Penny.
- Donovan Leitch como Paul Taylor.
- Ricky Paull Goldin como Scott Jeskey.
- Jeffrey DeMunn como Herb Geller.
- Candy Clark como Fran Hewitt.
- Joe Seneca como el doctor Meddows
- Del Close como Reverendo Meeker.
- Paul McCrane como el oficial Bill Briggs.
- Beau Billingslea como Moss Woodley.
- Art LaFleur como Sr. Penny
- Sharon Spelman como Sra. Penny
- Erika Eleniak como Vicki De Soto.
- Michael Kenworthy como Kevin Penny.
- Douglas Emerson como Eddie Beckner.

## Recepción
La película fue estrenada el 5 de agosto de 1988 en los Estados Unidos y en España el 25 de enero de 1989. El film fue recibido con opiniones mixtas. Las opiniones más negativas critican que la película cambió el tema de la original. La Masa Devoradora tiene en la adaptación un nuevo origen. Es un experimento humano que sale horriblemente mal y no un monstruo alienígena del espacio exterior. Así, la película fue criticada por los distintos sub-argumentos, como la introducción del gobierno y otros notables ejemplos. También la nueva Masa es más pequeña que la original. Sin embargo, a pesar de los comentarios negativos, también fue muy bien recibida precisamente por ese nuevo argumento contemporáneo, secuencias y notables efectos especiales convirtiéndose así en todo un clásico de la década de 1980.
La película muestra escenas mucho más fuertes que su versión original. En la versión de 1958 la masa devora simplemente al cubrir; sin embargo en esta versión es mucho más visible su proceso de digestión, se puede ver como los ácidos del monstruo literalmente derriten a una de sus víctimas. La Masa Devoradora lleva pedazos de personas que aún no ha digerido o por el contrario deja los cadáveres a medio consumir. En una de las escenas más criticadas y a la vez aplaudidas, el monstruo devora a un niño e incluso se le muestra gritando de dolor al ser digerido por la Masa Devoradora.

## Premios y nominaciones
| Año  | Premio               | Categoría                                           | Candidato          | Resultado |
| ---- | -------------------- | --------------------------------------------------- | ------------------ | --------- |
| 1989 | Premios Young Artist | Mejor actriz joven en película de terror o misterio | Shawnee Smith      | Nominado  |
| 1989 | Premios Young Artist | Mejor actor joven en película de terror o misterio  | Ricky Paull Goldin | Nominado  |
| 1989 | Premios Young Artist | Mejor reparto juvenil para película de terror       | The Blob           | Nominado  |
| 1990 | Fantasporto          | Mejor película                                      | Chuck Russell      | Nominado  |
| 1990 | Premios Saturn       | Mejor película de Ciencia ficción                   | The Blob           | Nominado  |
| 1990 | Premios Saturn       | Mejor música                                        | Michael Hoenig     | Nominado  |